# سيا (مدينة)
سيا هي مدينة من مدن البرتغال. يبلغ عدد سكانها 24,702 نسمة وذلك حسب إحصائيات سنة 2011. تبلغ مساحتها 435.69 كم².

## أعلام
- رافاييل راموس

## وصلات خارجية
- الموقع الرسمي